# Desaparición de Joshua Guimond
Joshua Guimond (n. 18 de junio de 1982) es un joven estadounidense que desapareció la noche del sábado 9 de noviembre de 2002, a los 20 años de edad, tras abandonar una fiesta que se celebraba en una residencia universitaria del College of Saint Benedict y la Saint John's University, en Collegeville (Minnesota), donde Guimond estudiaba. Abandonó el lugar en torno a las 23:45 horas sin decir nada a los amigos con los que estaba. Los testigos que estaban con él supusieron que se había dirigido hacia el sur, a su dormitorio en la residencia de St. Maur, un recorrido que le habría llevado tres minutos.
Guimond fue visto por última vez en un puente cercano al lago Stumpf, situado entre los edificios. Los investigadores de la oficina del sheriff del condado de Stearns descubrieron su rastro junto al lago utilizando una unidad canina, y teorizaron que se había caído o había sido empujado al lago durante su paseo. Los buzos buscaron en el lago varias veces y no encontraron ningún cadáver. Posteriormente, los investigadores teorizaron con que Guimond hubiera sido secuestrado o recogido en coche en la zona.

## Antecedentes
Joshua Guimond nació el 18 de junio de 1982 y creció en Maple Lake (Minnesota. Fue nombrado mejor alumno y presidente de su promoción, del año 2000, en el instituto local. En 2001 estudiaba en el College of Saint Benedict y en la Saint John's University, una escuela católica conocida comúnmente como Saint John's University, en Collegeville. Saint John's está rodeada, en particular, por 2 500 acres de bosques y lagos. En noviembre de 2002, Guimond, de 20 años, vivía en la residencia universitaria de St. Maur, del campus.
Su desaparición se unió a los casos que, con anterioridad, habían ocurrido en el campus, donde se produjeron una serie de ataques, intentos de secuestro y acosos a estudiantes universitarios varones en la zona.

## Desaparición
La noche del 9 de noviembre de 2002, Guimond había estado escribiendo un trabajo de historia en su habitación de estudiante. Salió de su residencia y caminó hacia el norte del campus para ir a una fiesta en el edificio de dormitorios Metten Court, a las 23:06 horas, sin su cartera, gafas (ni su respectivo estuche), abrigo ni llaves. En la fiesta, había estado bebiendo y jugando al póquer. Los otros estudiantes que estaban con él dijeron que Guimond no se quedó mucho tiempo, pues pasada una media hora, en torno a las 23:45 horas, se marchó sin decir nada. En algún momento de la fiesta había dado a entender que tenía que estar en otro sitio. Muchos de los presentes no se dieron cuenta de que se había marchado. La última vez que se le vio llevaba unos vaqueros azules y una sudadera gris de Saint John's, que no era ropa apropiada para pasar mucho tiempo en la nieve, que había estado cayendo en el exterior.
La caminata entre Metten Court y St. Maur habría durado unos 3 minutos. Entre los dos edificios estaba el lago Stumpf, y el camino más fácil para viajar entre los dos incluiría atravesar el puente al lado del lago. Dos testigos vieron a Guimond caminando por esta ruta alrededor de las 0:15 a 0:30 horas del domingo 10. Se desconoce si Guimond regresó a St. Maur. No hubo actividad en su tarjeta de crédito después de que se fuera. Los investigadores descubrieron que se había estado reproduciendo música en el ordenador de su dormitorio entre las 23:52 del día 9 y las 0:32 del día 10. Algunas canciones habían saltado, lo que impidió que se escucharan. Algunas canciones se habían saltado, lo que implica que alguien estaba manejando físicamente el ordenador en ese momento.
Los amigos de Guimond se dieron cuenta por primera vez de que algo iba mal cuando no se presentó a un simulacro de juicio organizado por la Sociedad de Pre-Derecho de la escuela en la tarde del día 10. Intentaron ponerse en contacto con él, y dijeron que era inusual que no respondiera. Sus amigos se pusieron en contacto con la seguridad del campus esa noche. Su coche fue encontrado todavía en el campus.

## Investigación
La desaparición fue investigada por la oficina del sheriff del condado de Stearns, dirigiendo el caso el sheriff Steve Soyka. Junto a este cuerpo, el FBI, la Guardia Nacional de Minnesota y voluntarios locales registraron las instalaciones del campus.
Su desaparición se produjo en el contexto de otras tres desapariciones ocurridas en los 10 días anteriores: el 30 de octubre, la teleoperadora Erika Dalquist había desaparecido de un bar del noroeste de Mineápolis frecuentado habitualmente por estudiantes universitarios. Christopher Jenkins, estudiante de la Universidad de Minnesota, había desaparecido tras visitar un bar de Mineápolis el 31 de octubre, y Michael Noll, estudiante de la Universidad de Wisconsin–Eau Claire, que había desaparecido el 6 de noviembre tras visitar un bar de Eau Claire (Wisconsin). Las familias de los cuatro desaparecidos sospechaban que existía una relación entre los casos, así como los investigadores. La posible conexión entre los cuatro casos se advirtió en noviembre, y la teoría atrajo la atención sobre el caso de Guimond.
Se utilizaron unidades caninas (K9) para ayudar a los buscadores. Uno de los perros rastreó el olor de Guimond hasta el lago Stumpf. Los investigadores teorizaron que se había caído al agua esa noche y se había ahogado, posiblemente mientras estaba borracho.
En febrero de 2003, se encontró el cadáver de Jenkins en el curso alto del río Misisipi. En marzo de 2003, se encontró el cadáver de Noll en un lago de Eau Claire. El descubrimiento de ambos cadáveres dio credibilidad a la teoría de que Guimond había sido empujado al lago y que posiblemente las tres muertes habían sido obra de un asesino en serie. Ambas muertes fueron calificadas de ahogamientos accidentales, aunque la de Jenkins se volvió a calificar de homicidio en 2006. El cuerpo de Dalquist fue hallado en una fosa poco profunda en 2004, en la propiedad de su asesino convicto, William Myears.
La primera inmersión en el lago Stumpf por parte de las fuerzas del orden fue en noviembre de 2002. El cuerpo de Guimond nunca se encontró en el lago tras múltiples búsquedas. El padre de Guimond, Brian, contrató a buzos privados para que hicieran sus propias búsquedas, y tampoco encontraron nada. También se buscaron en otros lagos y en el río de los alrededores de Collegeville. Soyka había descartado la teoría de que Guimond se hubiera ahogado en 2022.
Los investigadores revisaron el contenido del ordenador del joven. Tras su desaparición, la policía no había cerrado su dormitorio como escenario del crimen, por lo que cualquiera podía acceder al mismo. Se descubrió que se habían borrado datos del navegador y del disco duro del ordenador, y que el programa que realizó el borrado se había instalado después de la desaparición. En 2008, los investigadores recuperaron datos de su navegador. Se había borrado información sobre la fabricación de carnés de identidad falsos. También descubrieron que había estado hablando con otros hombres en Yahoo! Personals, un servicio de citas online haciéndose pasar por una mujer.
Los investigadores pensaron que podría haber estado explorando su sexualidad de esta manera, y que podría haber ido a encontrarse con uno de los hombres en persona. Teorizaron que Guimond fue secuestrado o que se metió en el coche de un desconocido en el puente cerca del lago. Alrededor de la hora de la desaparición, hubo dos informes de un hombre que conducía un Pontiac Sunfire naranja dejando a otros hombres en el campus, y uno de los hombres que fue dejado huyó cuando la seguridad del campus se acercó al vehículo. Localizaron al conductor, que no había dado ninguna información útil, y el coche había sido destruido. En 2022, se recuperaron de su disco duro varias imágenes de hombres no identificados. La Oficina del Sheriff publicó 28 de esas imágenes, pidiendo ayuda al público para identificarlos.
En el momento de la desaparición de Guimond, se había producido un escándalo relacionado con los abusos sexuales supuestamente cometidos por monjes cristianos que vivían principalmente en el monasterio de la abadía de Saint John, conectado al campus. Algunos monjes también vivían en los edificios de Metten Court y St. Maur. Los amigos y familiares de Guimond afirman que los abusos le "indignaron", y que en su ordenador se habían realizado búsquedas en Internet sobre el escándalo. Un perro rastreó su rastro hasta la abadía.
En 2021, Brian Guimond demandó a la oficina del sheriff del condado en un intento de acceder al expediente del caso de Josh. La demanda fracasó, ya que defensa alegó que dicho acceso pondría en peligro la investigación.

## Difusión mediática
En 2022, antes del 20 aniversario de la desaparición, se renovó el interés por el caso debido a un podcast sobre la desaparición, Simply Vanished, y a un episodio de la 16ª temporada de la serie de Netflix Misterios sin resolver. La Oficina del Sheriff del condado de Stearns participó en la realización del mismo, aportando gran cantidad de nuevas pistas.